# Xanthia algirica
Xanthia algirica är en fjärilsart som beskrevs av Bang-haas 1912. Xanthia algirica ingår i släktet Xanthia och familjen nattflyn. Inga underarter finns listade i Catalogue of Life.